# Jarní závitky
Jarní závitky jsou plněné závitky (obvykle z rýžového papíru) naplněné zeleninou, případně masem, nudlemi a dalšími ingrediencemi. Nejčastěji se podávají čerstvé, nebo se mohou péct či fritovat. Původně pocházejí nejspíše z čínské kuchyně, hojně rozšířené jsou ale také v kuchyních jihovýchodní Asie (především pak ve vietnamské kuchyni), lze se s nimi ale setkat v asijských restauracích téměř po celém světě. Název "jarní závitky" je odvozen z doslovného překladu čínského označení pro jarní závitky (春卷). Tento název je dovozen od toho, že jarní závitky byly sezónním pokrmem podávaným na jaře, protože se na jejich výrobu používá jarní zelenina.

## Regionální varianty
- Ve Vietnamu jsou jarní závitky velmi populární a podává se jich více druhů, mezi nejoblíbenější druh patří královské závitky (chả giò), plněné mletým masem nebo krevetami. Ve Vietnamu se rolky často podávají s omáčkou nước chấm.[1]
- V Hongkongu a Macau se jarní závitky podávají v rámci dim sum (čínská obdoba tapas), obvykle s worcestrovou omáčkou.
- Lumpia je jarní závitek, jehož základ je velice podobný palačince. Podává se především v Indonésii a na Filipínách, pod názvem také na Tchaj-wanu a pod názvem kwpyan také v Myanmaru.
- V zemích jižní Asie se jarní závitky někdy podávají během speciálních příležitostí a svátků. V Pákistánu se podávají jako snack k čaji.

## Galerie

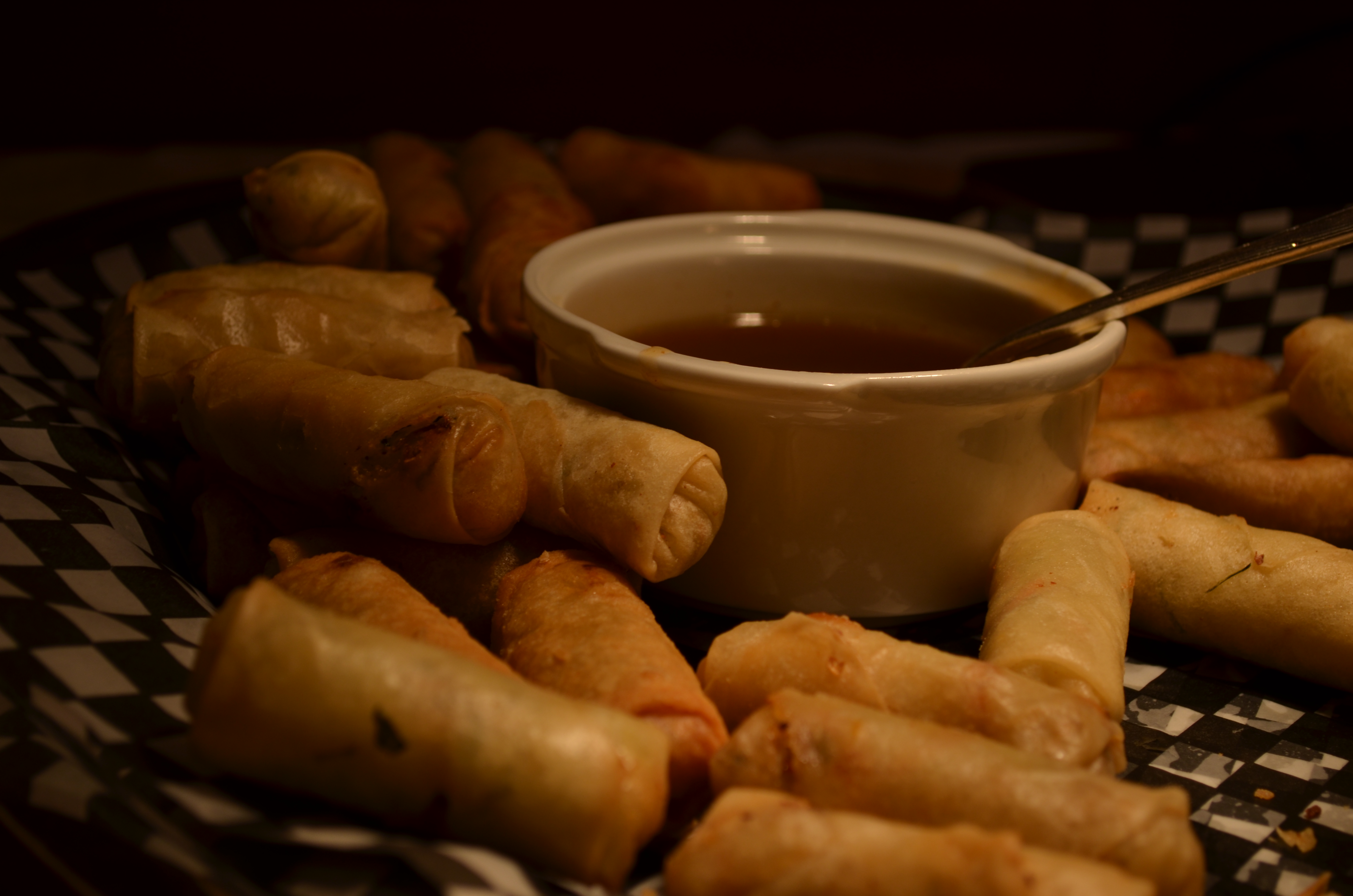
Závitky na hongkongský způsob
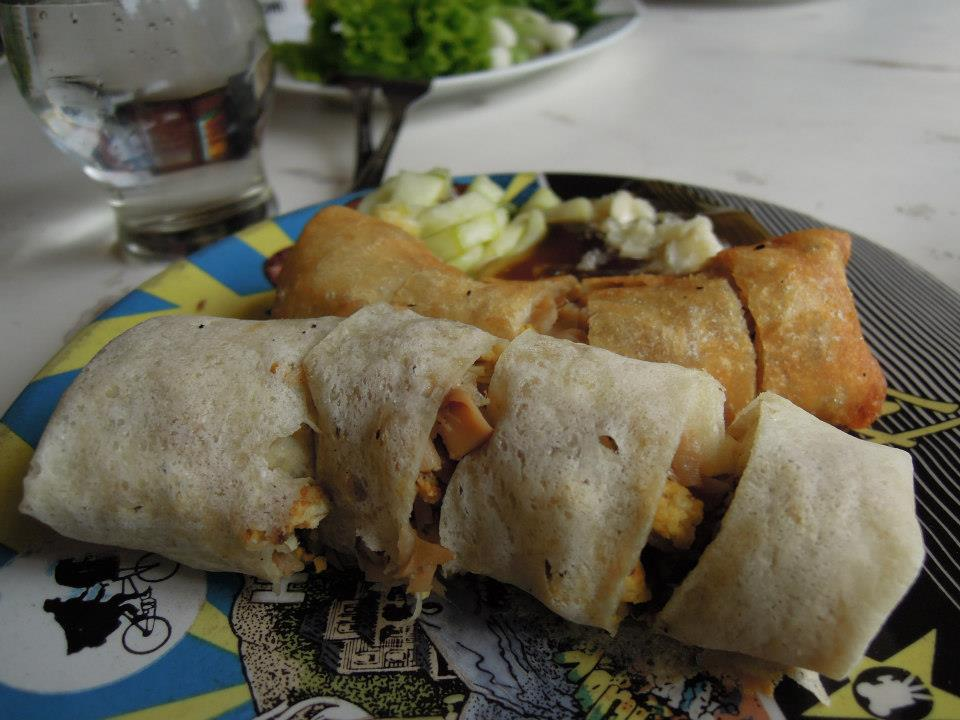
Lumpia
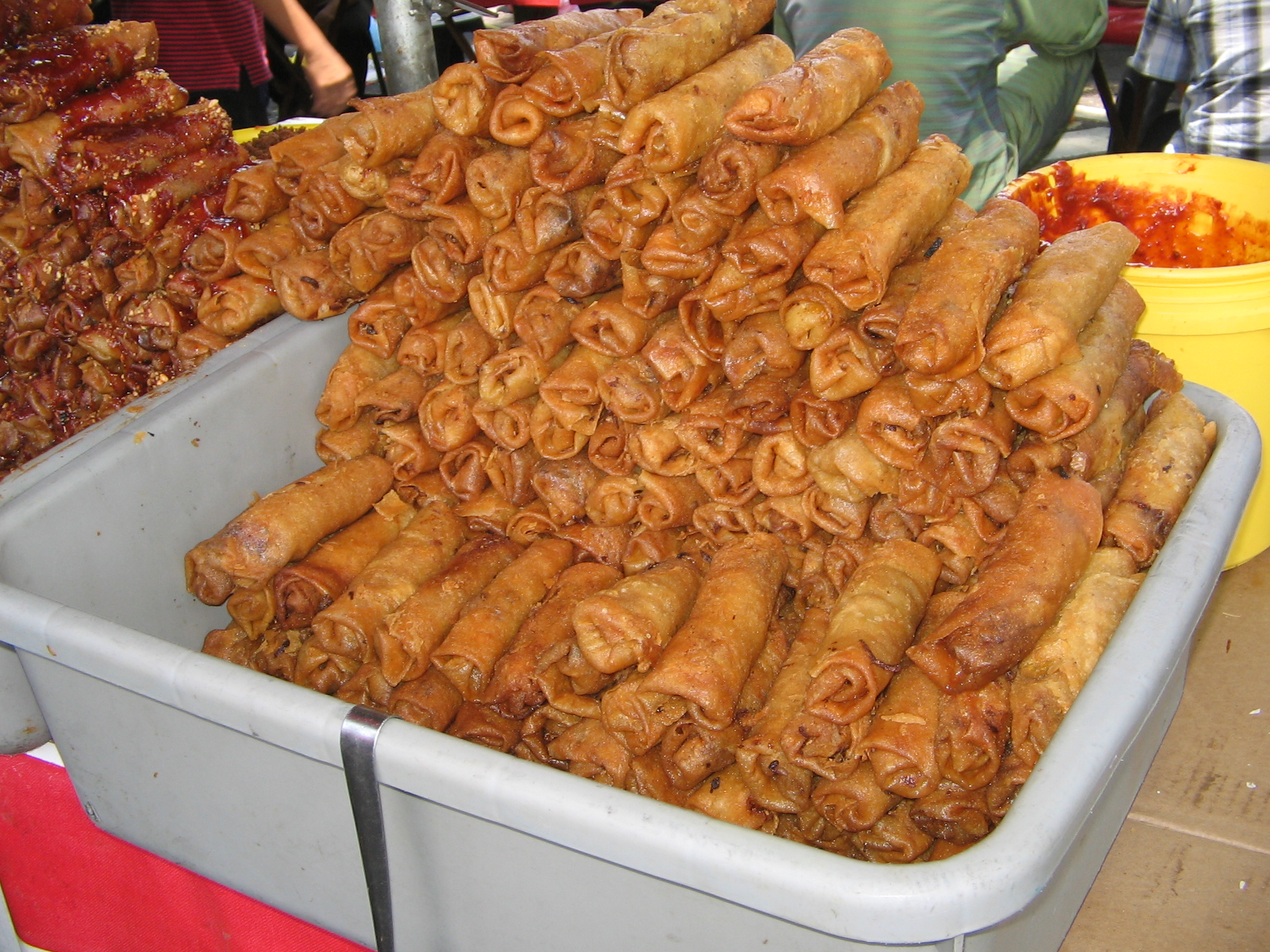
Popiah v Malajsii
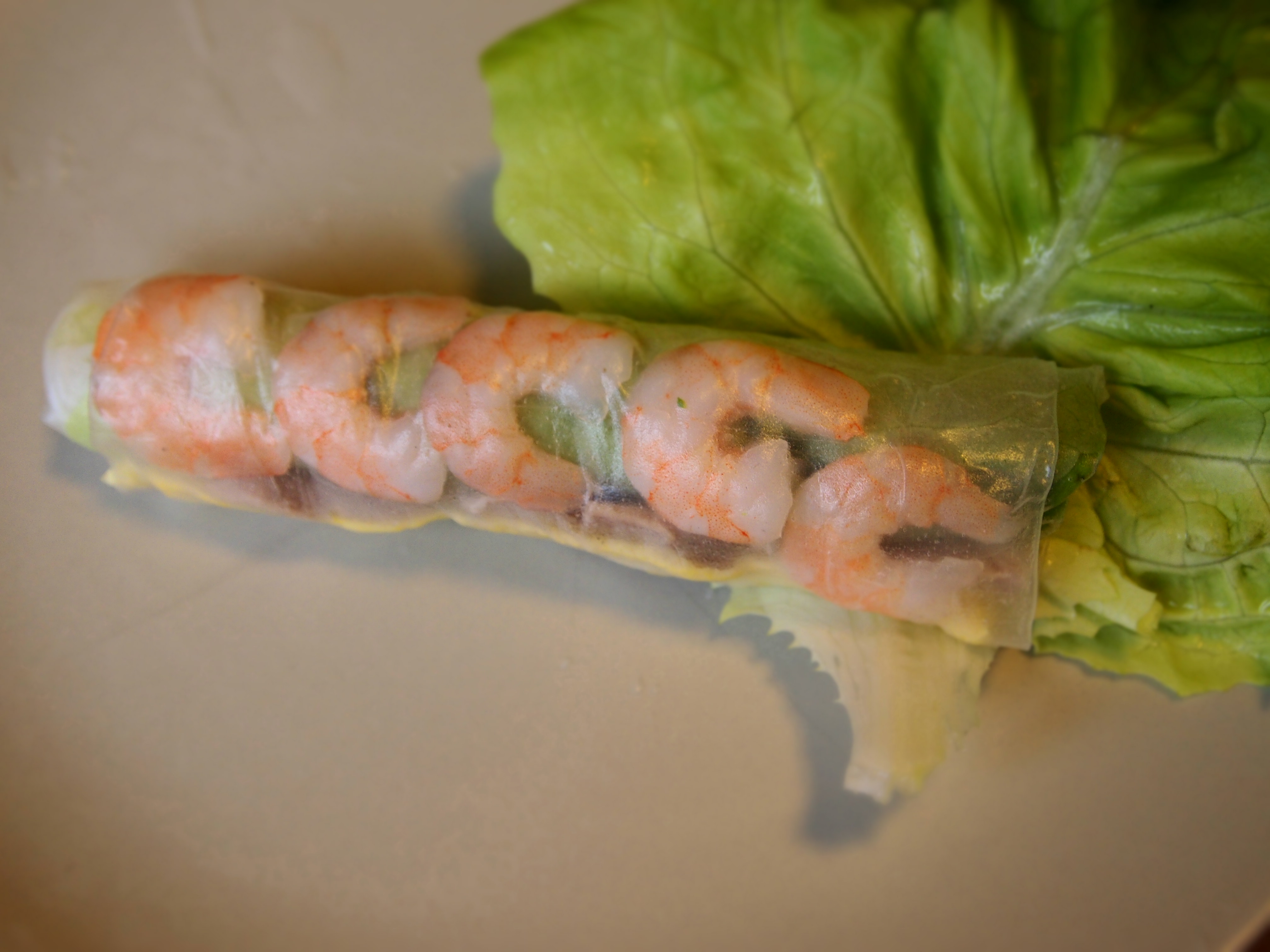
Vietnamský krevetový závitek gỏi cuốn
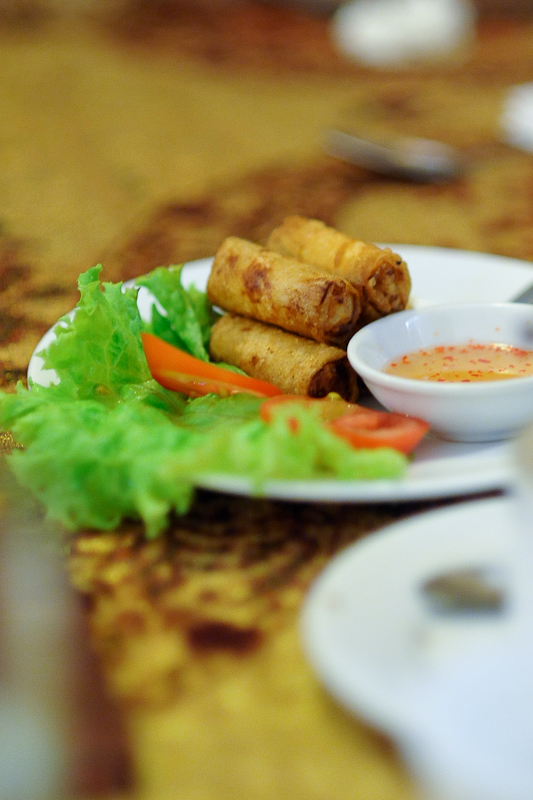
Vietnamské jarní závitky chả giò
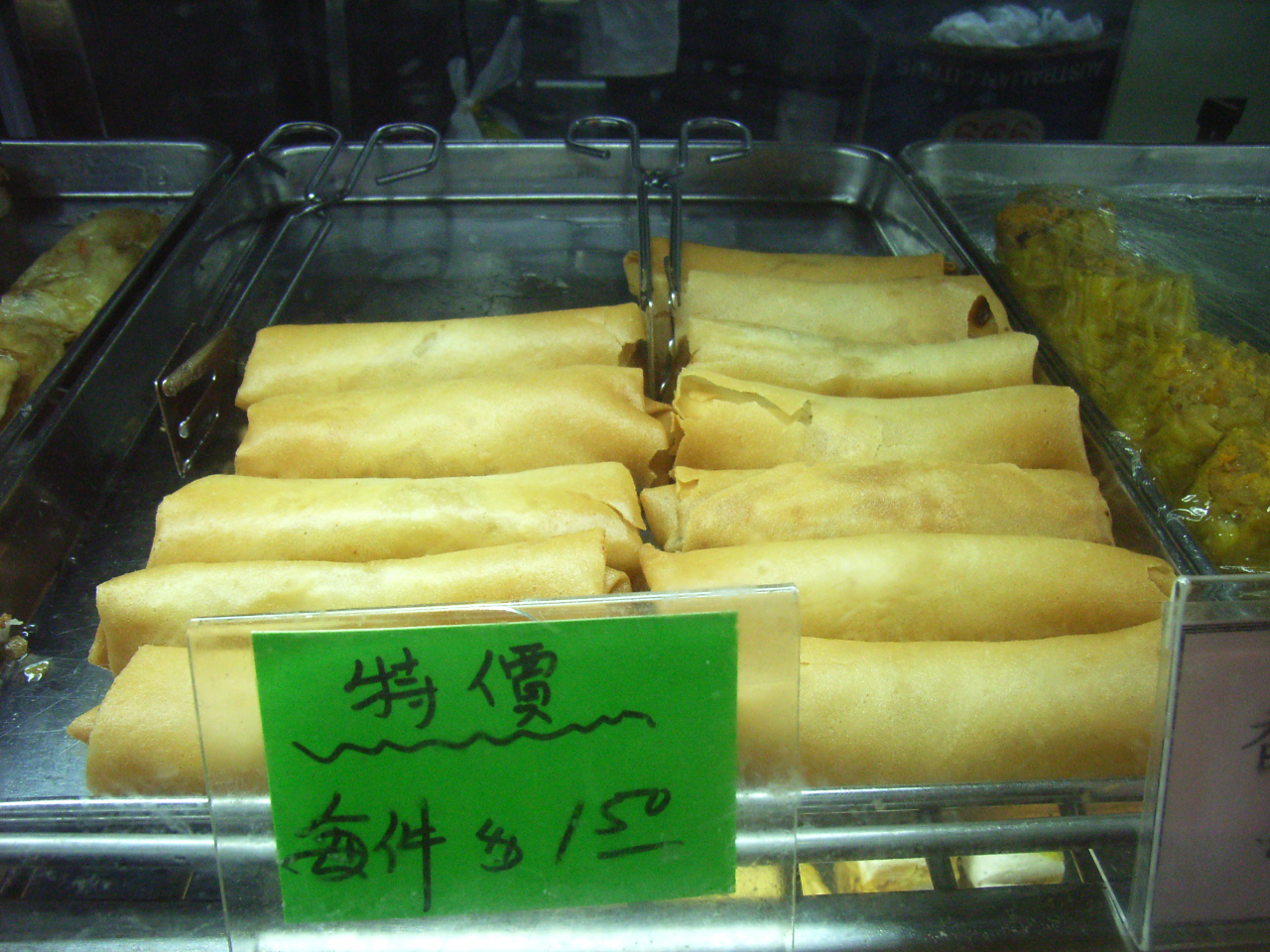
Jarní závitky